# Kanton Mehun-sur-Yèvre
Kanton Mehun-sur-Yèvre (francouzsky Canton de Mehun-sur-Yèvre) je francouzský kanton v departementu Cher v regionu Centre-Val de Loire. Tvoří ho pět obcí.

## Obce kantonu
- Allouis
- Berry-Bouy
- Foëcy
- Mehun-sur-Yèvre
- Sainte-Thorette